# Zolfanello
Zolfanello (titolo originale tedesco Feuerfreund), è un romanzo per ragazzi scritto dalla scrittrice austriaca Erica Lillegg. Venne pubblicato per la prima volta a Stoccarda nel 1957, mentre in Italia venne pubblicato nel 1959, edito da Vallecchi nella collana Il Martin Pescatore. Il libro venne illustrato da Franz Josef Tripp (1915-1978)  ed è stato tradotto in olandese e italiano nel 1959, e in giapponese nel 1973.

## Trama
Il romanzo tratta i temi dell'amicizia e della solitudine attraverso il mondo di Zolfanello, un bambino dalla faccia nera ed il collo bianco. Sarà proprio l'amicizia che riuscirà a cancellare definitivamente la solitudine e la faccia nera di Zolfanello.